# Мониторы типа «Лорд Клайв»
Мониторы типа «Лорд Клайв» (англ. Lord Clive Class Monitors) — серия из восьми мониторов Королевских ВМС Великобритании, построенных в годы Первой Мировой войны. Корабли этого типа принимали участие в боевых действиях; ни один из них не был потерян. Три монитора этого проекта были в конце войны довооружены 457-мм орудиями — самыми мощными в британском флоте.

## Постройка и оснащение
Развитие боевых действий в начале Первой мировой войны выявило острую необходимость наличия специализированных кораблей для обстрела береговых целей, причём способных свободно маневрировать на мелководье у берега. Поэтому Великобритания спешно приступила к постройке мониторов, сочетавших мощное артиллерийское вооружение с малой осадкой.
Корабли типа «Лорд Клайв» стали прямым развитием предыдущей серии мониторов Королевского флота — типа «Эберкромби». Главное отличие от последних состояло в вооружении — 305-мм орудиях британского образца вместо 356-мм американской модели. Орудия для серии «Лорд Клайв» были сняты с выведенных из боевого состава броненосцев типа «Маджестик».
Защита состояла из броневого пояса толщиной 152 мм, траверсов толщиной 102 мм и броневой палубы толщиной 51 мм; броня барбетов и башен — 203—267 мм. Помимо 305-мм орудий, на мониторах устанавливались от одного до четырёх 152-мм орудий, в конце войны была добавлена зенитная артиллерия. При водоизмещении 5900 т корабли были снабжены двумя паровыми машинами тройного расширения общей мощностью 2300—2500 л. с., позволявшими развивать ход 6—8 узлов. Мониторы этого проекта, как и большинство остальных британских кораблей этого класса, построенных в ходе Первой мировой войны, в силу малой скорости хода и плохой маневренности не могли самостоятельно действовать во время приливно-отливных течений и сильных ветров и вынуждены были становиться на якорь, чтобы их не выбросило на берег.

## Представители

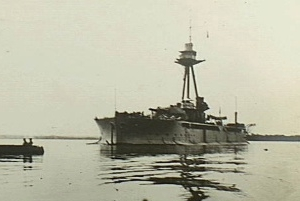
«Сэр Томас Пиктон» в 1916 году

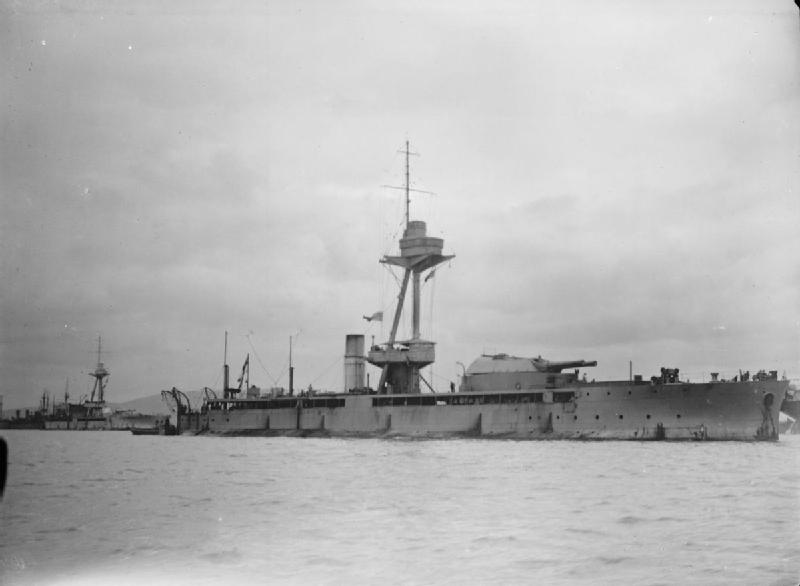
«Эрл Оф Питерборо» в гавани Мудроса (вероятно, 1917 год)

| Название                              | Верфь                                      | Закладка       | Спуск на воду    | Вступление в строй | Судьба              |
| ------------------------------------- | ------------------------------------------ | -------------- | ---------------- | ------------------ | ------------------- |
| Лорд Клайв Lord Clive                 | «Харленд и Волф», Белфаст                  | 9 января 1915  | 10 июня 1915     | 10 июля 1915       | Сдан на слом в 1927 |
| Генерал Кроуферд General Craufurd     | «Харленд и Волф», Белфаст                  | 9 января 1915  | 8 июля 1915      | 26 августа 1915    | Сдан на слом в 1921 |
| Эрл Оф Питерборо Earl of Peterborough | «Харленд и Волф», Белфаст                  | 16 января 1915 | 26 августа 1915  | 23 сентября 1915   | Сдан на слом в 1921 |
| Сэр Томас Пиктон Sir Thomas Picton    | «Харленд и Волф», Белфаст                  | 16 января 1915 | 30 сентября 1915 | 4 ноября 1915      | Сдан на слом в 1921 |
| Принс Юджин Prince Eugene             | «Харленд и Волф», Белфаст                  | 1 февраля 1915 | 14 июля 1915     | 2 сентября 1915    | Сдан на слом в 1921 |
| Принс Руперт Prince Rupert            | «Вильям Гамильтон и Компания», Порт-Глазго | 12 января 1915 | 20 мая 1915      |                    | Сдан на слом в 1923 |
| Сэр Джон Мур Sir John Moore           | «Скоттс Шипбилдинг энд Инжиниринг», Гринок | 13 января 1915 | 31 мая 1915      |                    | Сдан на слом в 1921 |
| Генерал Вулф General Wolfe            | «Палмерс Шипбилдинг энд Айрон», Джарроу    | Январь 1915    | 9 сентября 1915  | 27 октября 1915    | Сдан на слом в 1923 |

## Служба
«Эрл Оф Питерборо» и «Сэр Томас Пиктон» оказались единственными из всех кораблей серии, которые были направлены в воды за пределами акватории метрополии или Северного моря. Практически сразу после ввода в строй, в ноябре 1915 года, они прибыли на средиземноморский театр, в базу на о. Мудрос, успев принять участие в завершающей стадии Дарданелльской операции. По окончании операции «Эрл Оф Питерборо» был оставлен на средиземноморье в составе эскадры, базировавшейся в Митиленах. Он находился в составе сил Антанты, принимавших сдачу греческого флота Франции в августе 1916 года. Затем корабль был переведён на Адриатическое море, где принял участие в бомбардировке австрийских позиций в поддержку действий итальянской армии в ходе 11-го сражения на Изонцо.
Остальные шесть кораблей основную часть службы провели в составе т. н. Дуврской эскадры мониторов. В их задачи входил прежде всего обстрел позиций германской армии на бельгийском побережье. Боевая деятельность мониторов была весьма интенсивной. Дуврская эскадра, в частности, приняла активное участие в огневом обеспечении рейдов на Зебрюггеи Остенде в апреле-мае 1918 года, целью которых являлось блокирование немецких кораблей в этих бельгийских портах.

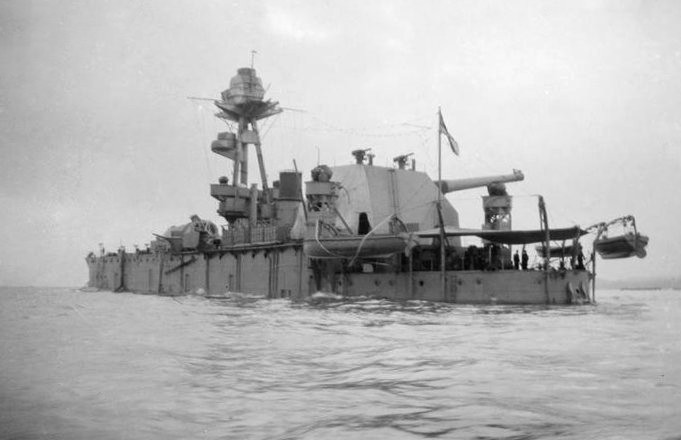
«Лорд Клайв» с 457-мм орудием

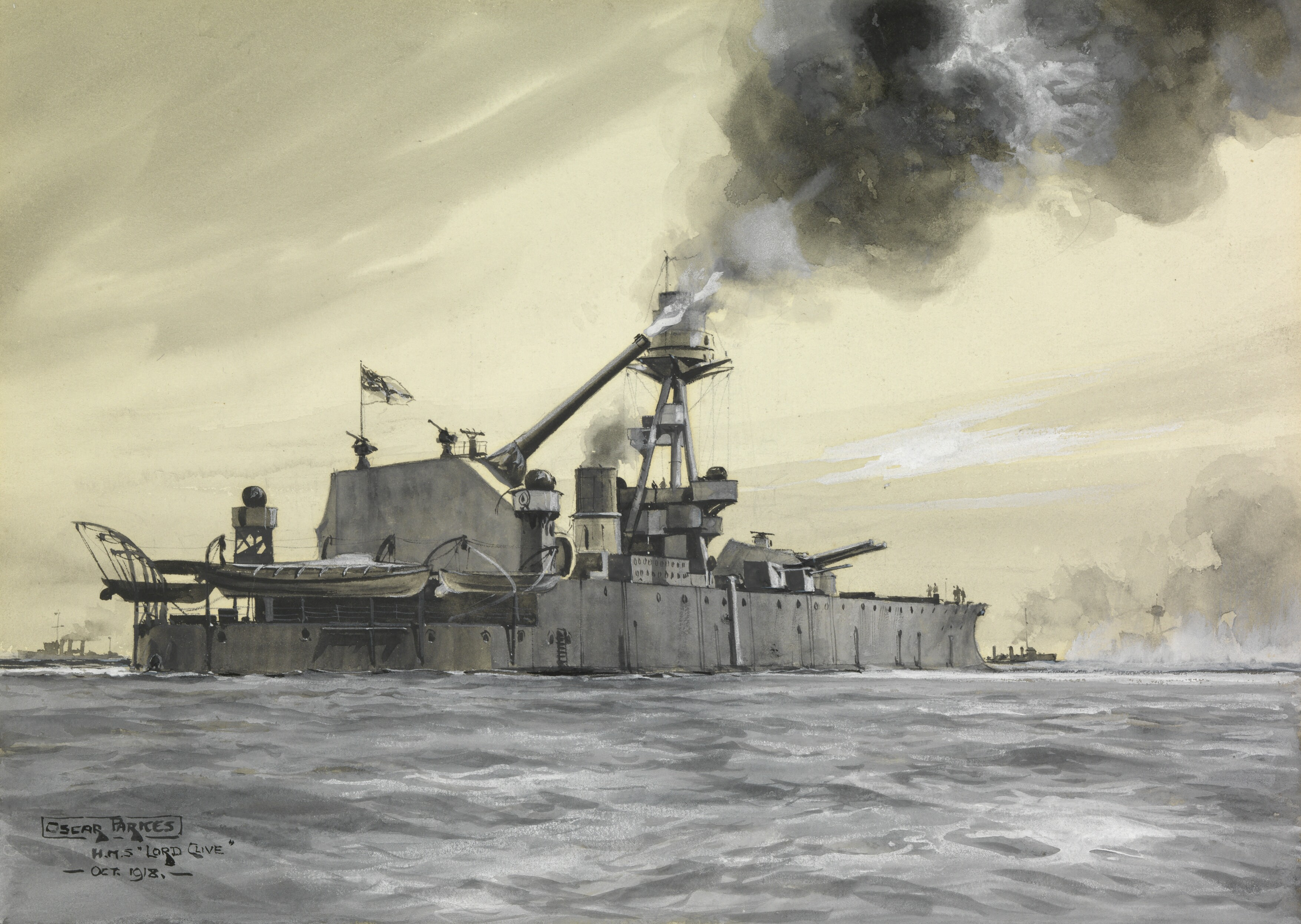
Картина: «Лорд Клайв» стреляет из 457-мм орудия

В 1918 году на трёх мониторах — «Лорд Клайв», «Принс Юджин» и «Генерал Вулф» — в добавление к 305-мм орудиям была монтирована одноорудийная установка с 457-мм орудием, которое являлось самой крупнокалиберной артиллерийской системой британского флота за всю его историю; эти орудия стреляли самыми тяжёлыми снарядами, которые когда-либо применялись в корабельной артиллерии. Для этого были использованы два орудия, планировавшиеся к установке на линейный крейсер «Фьюриес» (который был переоборудован в авианосец) и одно запасное. 457-мм орудия были установлены в положении поворота на правый борт. Казематы орудий были неподвижными, но само орудие могло двигаться на 10° в каждую сторону. Ещё позднее на «Лорде Клайве» одно 457-мм орудие было заменено экспериментальной трёхорудийной башней калибра 381 мм. «Принс Юджин» после переоборудования не успел принять участие в войне, которая закончилась раньше, чем корабль снова вышел в море. Однако два других монитора с 457-мм орудиями осенью 1918 года привлекались для ударов по немецким позициям. «Генерал Вулф» выпустил в общей сложности 81 457-мм снаряд, причём 28 сентября 1918 года произвёл самый дальний артиллерийский выстрел за всю историю Королевского флота: он обстрелял железнодорожный мост к югу от Остенде с дистанции почти 33 км. «Лорд Клайв» выпустил по противнику только 4 457-мм снаряда.
После войны мониторы были выведены из боевого состава и вскоре, в 1921-23 годах, списаны. Только «Лорд Клайв» оставался в строю ещё некоторое время в качестве учебного корабля, однако и он был сдан на слом в 1927 году.